# تپه شهر سوخته ۱۹۴
تپه شهر سوخته ۱۹۴ مربوط به هزاره سوم قم است و در شهرستان زابل، بخش شیب آب، دهستان لوتک، روستای حومه شهر سوخته، ۶/۲ کیلومتری جنوب غربی پایگاه میراث فرهنگی شهر سوخته واقع شده و این اثر در تاریخ ۱۵ اسفند ۱۳۸۵ با شمارهٔ ثبت ۱۷۹۶۱ به‌عنوان یکی از آثار ملی ایران به ثبت رسیده است.